# Chim cánh cụt Humboldt

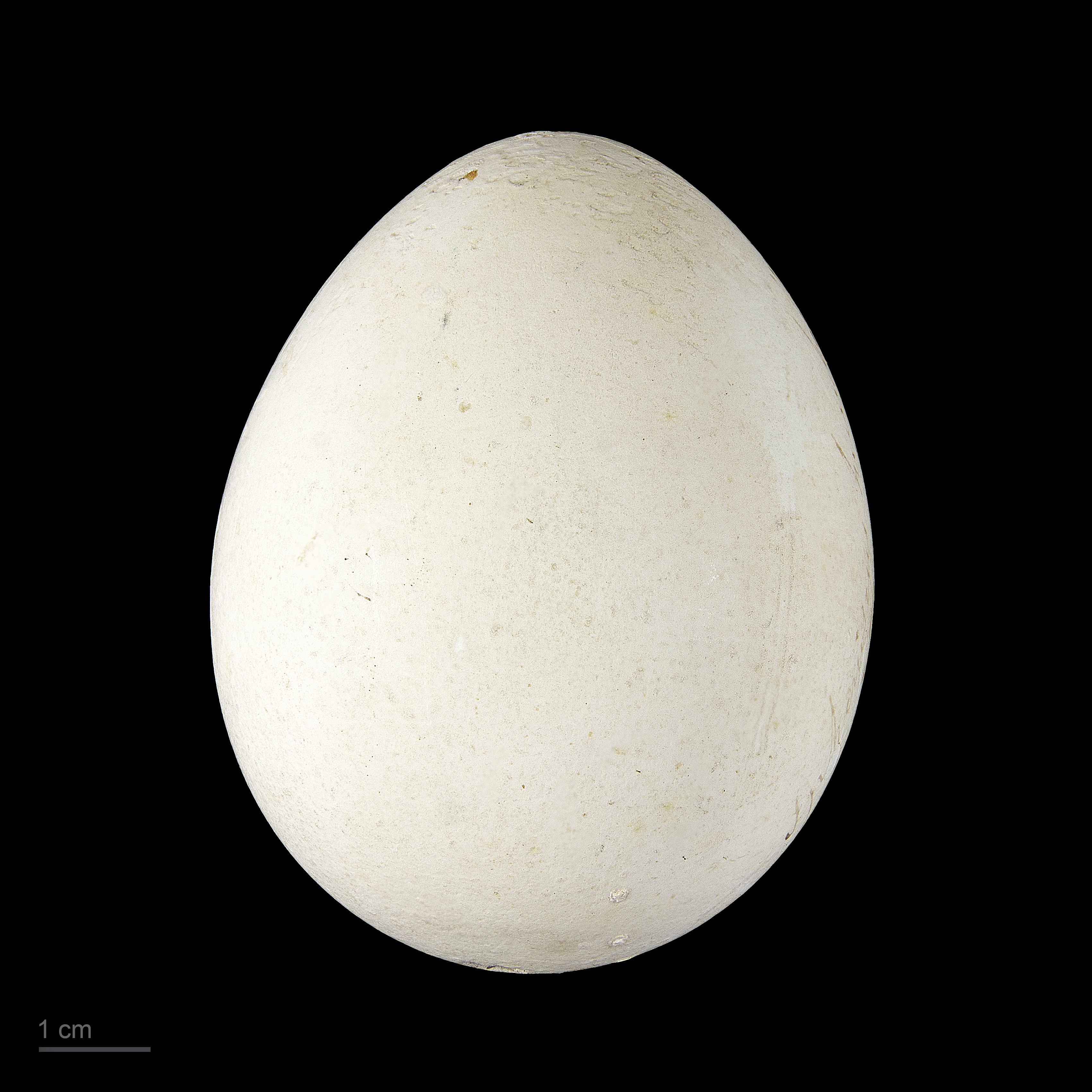
Spheniscus humboldti

Chim cánh cụt Humboldt, (danh pháp hai phần: Spheniscus humboldti) là một loài chim trong họ Spheniscidae. Loài chim cánh cụt Nam Mỹ này sinh sản ở ven biển Peru và Chile. Loài có mối quan hệ gần nhất với chúng là chim cánh cụt châu Phi, chim cánh cụt Magellan và chim cánh cụt Galápagos. Tên của chúng được đặt theo hải lưu Humboldt nơi chúng sinh sống.

## Nuôi nhốt
Ngoài các vùng biển quê nhà gần Nam Mỹ, chim cánh cụt Humboldt có thể được tìm thấy trong các vườn thú trên khắp thế giới, bao gồm cả Đức, Ấn Độ, Ireland, Nhật Bản, the United Kingdom, Hoa Kỳ và các địa điểm khác.

### Thoát khỏi vườn thú Tokyo
Một trong số 135 chú chim cánh cụt Humboldt từ công viên đời sống biển Tokyo (Kasai Rinkai Suizokuen) đã sống sót tốt trong vịnh Tokyo trong 82 ngày sau khi leo qua bức tường cao 13 feet và đã có thể vượt qua hàng rào dây thép vào trong vịnh. Chim cánh cụt, chỉ được biết đến với tên là con số (337), đã bị những người bảo vệ sở thú thu hồi lại vào cuối tháng 5 năm 2012.

### Grape-kun
Vào năm 2017 một chú chim cánh cụt trống lớn tuổi Humboldt tên Grape-kun tại vườn thú Tobu ở quận Saitama, Nhật Bản đã nhận được sự chú ý trên toàn thế giới sau khi chú chim này trở nên gắn bó với một nhân vật anime. Trước đây, chú chim này kết cặp với một con chim mái, nhưng con chim mái này đã bỏ Grap-kun để theo một chú chim cánh cụt ít tuổi hơn, Grape-kun nhìn chằm chằm vào standee hàng giờ và cần phải được gỡ bỏ chú chim tập trung ăn. Người ta cho rằng Grape-kun thể hiện hành vi tán tỉnh cho chú chim standee